# Eleonora av Anjou
Eleonora av Anjou, född 1289, död i klostret San Nicola l'Arena i närheten Nicolosi 9 augusti 1341, var en siciliansk drottning, gift 1302 med kung Fredrik II av Sicilien.

## Biografi
Hon var dotter till kung Karl II av Neapel och Maria Arpad av Ungern.
Eleonora vigdes år 1299 vid Filip av Toucy, son och arvtagare till Lucia av Tripoli. Äktenskapet blev dock år 1300 ogiltigförklarat av påven eftersom ingen dispens för otillåten släktskap hade utfärdats. År 1302 slöts ett fredsfördrag mellan Sicilien och Neapel där Neapel erkände Siciliens självständighet från Neapel. Som en bekräftelse av fredsfördraget arrangerades äktenskapet mellan Eleonora och Fredrik av Sicilien.
Efter vigseln inrättade Fredrik det så kallade Camera Reginale, som han gav i gåva åt Eleonora. Camera Reginale var en förläning bestående av Paternò, Syracuse, Lentini, Avola, Mineo, Vizzini, Castiglione, Francavilla och ön Pantelleria. Den regerades av en guvernör som utnämnts av drottningen och kom att bli en förläning som reserverats åt Siciliens drottningar ända fram till år 1537. Paret fick nio barn. År 1329 grundade Eleonora en kyrka i Catania som en tacksägelse till madonnan efter att ha klarat sig undan ett vulkanutbrott från Etna. Efter Fredriks död 1337 lämnade Eleonora hovet och ägnade sig åt sina förläningar. Hon ska ha föredragit att bo i Belper vid foten av Etna.